# Саймон Террі
Саймон Террі  (англ. Simon Terry, 27 лютого 1974 — 19 липня 2021) — британський лучник, олімпійський медаліст.

## Виступи на Олімпіадах
| Олімпіада      | Дисципліна | Місце |
| -------------- | ---------- | ----- |
| Барселона 1992 | особисті   | 3     |
| Барселона 1992 | командні   | 3     |
| Пекін 2008     | особисті   | 49    |
| Пекін 2008     | командні   | 12    |
| Лондон 2012    | особисті   | =17   |
| Лондон 2012    | командні   | =9    |

## Зовнішні посилання
- Досьє на sport.references.com

1. 1 2  Double Olympic medallist Simon Terry dies aged 47